# Stazione meteorologica di Oppeano
La stazione meteorologica di Oppeano è la stazione meteorologica di riferimento relativa alla località di Oppeano.

## Coordinate geografiche
La stazione meteorologica si trova nell'area climatica dell'Italia nord-orientale, nel Veneto, in provincia di Verona, nel comune di Oppeano, a 26 metri s.l.m. e alle coordinate geografiche 45°18′N 11°12′E.

## Dati climatologici
In base alla media trentennale di riferimento 1961-1990, la temperatura media del mese più freddo, gennaio, si attesta a +3,0 °C, quella del mese più caldo, luglio, è di +23,4 °C.
Le precipitazioni medie annue, distribuite in modo irregolare, si aggirano tra i 450 e i 500 mm e sono distribuite mediamente in 57 giorni .
| Oppeano             | Mesi | Mesi | Mesi | Mesi | Mesi | Mesi | Mesi | Mesi | Mesi | Mesi | Mesi | Mesi | Stagioni | Stagioni | Stagioni | Stagioni | Anno |
| Oppeano             | Gen  | Feb  | Mar  | Apr  | Mag  | Giu  | Lug  | Ago  | Set  | Ott  | Nov  | Dic  | Inv      | Pri      | Est      | Aut      | Anno |
| ------------------- | ---- | ---- | ---- | ---- | ---- | ---- | ---- | ---- | ---- | ---- | ---- | ---- | -------- | -------- | -------- | -------- | ---- |
| T. max. media (°C)  | 6,0  | 9,4  | 13,4 | 17,7 | 23,3 | 27,2 | 29,7 | 28,6 | 24,9 | 18,8 | 11,1 | 5,7  | 7,0      | 18,1     | 28,5     | 18,3     | 18,0 |
| T. min. media (°C)  | 0,0  | 1,6  | 3,8  | 6,8  | 11,2 | 14,9 | 17,0 | 16,5 | 13,0 | 7,6  | 3,4  | −0,5 | 0,4      | 7,3      | 16,1     | 8,0      | 7,9  |
| Precipitazioni (mm) | 44   | 40   | 34   | 35   | 42   | 46   | 45   | 61   | 35   | 38   | 40   | 27   | 111      | 111      | 152      | 113      | 487  |
| Giorni di pioggia   | 6    | 5    | 5    | 5    | 6    | 5    | 4    | 5    | 3    | 4    | 5    | 4    | 15       | 16       | 14       | 12       | 57   |